# 市岡裕次
市岡雄二（英語：Yuji Ichioka；1936年6月23日—2002年9月1日）是美国历史学家、民权运动家，以其在亚裔美国人研究等种族研究方面的贡献闻名，亦是亚裔美国人运动领袖。作为加州大学洛杉矶分校的客座教授，他于建立亚裔美国人政治联盟时创造了“亚裔美国人”（Asian American）一词来合稱不同的亚洲族裔。

## 早年生活及教育
市冈裕次于1936年在加利福尼亚州旧金山出生。幼時和家人拘留在犹他州的托帕兹战时安置中心。市冈一家后来从集中营回到旧金山，市冈在旧金山完成学业，1954年毕业于伯克利高中。
参军三年后，市冈进入了加州大学洛杉矶分校，1962年获得了历史学士学位。一年后，他进入哥伦比亚大学攻读硕士，学习中国历史，但他很快就退了学，转而为纽约市一处社会服务机构工作。1966年，市冈前往日本，返回后入读了加州大学伯克利分校，1968年获得亚洲研究硕士学位。

## 事业
市冈于1968年与同学艾玛·朱（Emma Gee）在伯克利建立了亚裔美国人政治联盟，并且创造了“亚裔美国人”（Asian American）一词。在这一词出现之前，亚裔通常称为“东方人”（Oriental）或者“亚细亚人”（Asiatic）。1969年，市冈在加州大学洛杉矶分校（UCLA）教授了第一门关于亚裔美国人研究的课程，并且被任命为洛杉矶分校新成立的亚裔美国人研究中心的副主任。
他的著作《一世：第一代日本移民的世界，1885－1924》（Issei: The World of the First Generation Japanese Immigrants, 1885–1924）于1989年赢得了美国全国亚裔研究协会（National Association for Asian American Studies）的美国历史书籍奖。市冈将他之后的研究录在了两本书中：《被掩埋的过去》（A Buried Past）和《被掩埋的过去II》（A Buried Past II）。

## 遗产
市冈于2002年9月1日因癌症病逝。2014年5月，加州大学洛杉矶分校亚裔美国人研究中心成立了“市冈裕次-艾玛·朱社会正义与移民研究基金”（The Yuji Ichioka and Emma Gee Endowment in Social Justice and Immigration Studies）。

## 部分著作
- Yuji Ichioka. . Free Press. 1988. ISBN 978-0-02-932435-6.
- Ichioka, Y. . California History. 1990, 69 (3): 260–275, 310–311. doi:10.2307/25591553.
- . Amerasia Journal. 1997, 23 (2).
- Compiled by Yuji Ichioka, Eiichiro Azuma. . Univ of California La Asian Amer. 1989. ISBN 978-0-934052-29-0.